# برادرکشی (رمان)
برادرکُشی (به انگلیسی: The Fratricides) عنوان یکی از شاخص‌ترین آثار نیکوس کازانتزاکیس نویسنده نامدار یونانی است. این کتاب در سال ۱۹۶۴ منتشر شد.

## معرفی کتاب
برادرکُشی یکی از رُمانهای آخرین سالهای عُمرِ نیکوس کازانتزاکیس نویسندهٔ بزرگِ یونانی است. وی با شاهکارهای مشهور و جنجالی خود همچون «زوربای یونانی»، «آخرین وسوسه مسیح»، «مسیح بازمصلوب» و یکی دو اثرِ دیگر، در ایران شناخته می‌شود و «برادر کُشی» نیز یکی دیگر از آثار ترجمه شده، امّا کمترشناخته شدهٔ اوست.
«کازانتزاکیس» در این کتاب، از یک آبادیِ کوچک به نام «کاستلو» در حوالی زادگاهش (شهر «هراکلیون» واقع در جزیره کرت) سخن می‌گوید و ماجرای جنگی که در این منطقه درگیر است را نقل می‌کند.
رُمانِ «برادرکشی» به جنگِ بی‌امانی میانِ مذهبیون ِ سلطنت طلب (سیاه‌ها) با کمونیست‌های تُندرو و افراطی (سرخ‌ها)، در یک محدودهٔ کوچکِ جغرافیائی می‌پردازد که به صف آرائی خونینِ مردمانِ این منطقه، (که هریک به نفعِ یکی از دو گروهِ فوق واردِ کارزار شده‌اند)، مُنجر شده‌است. مردمانی که تا اندکی قبل، صمیمانه و برادروار در کنار یکدیگر زندگی می‌کردند در صلح و مُسالمت به سر می‌بردند.
گواینکه شیفتگیِ «کازانتزاکیس» نسبت به «آزادی»، در کنارِ تأکید بی حدّ و حصرِ او، نسبت به کرامتِ انسانی، شاخصه‌های برجستهٔ دیگری هستند که او را در این کتابش نیز، به صورتِ نویسنده‌ای بزرگ معرّفی می‌کنند.
کتاب «برادر کُشی» را، «محمدابراهیم محجوب» به فارسی روان و شیوا برگردانده‌است

## مضمون کتاب
این کتاب حکایتی مکرر امّا شنیدنی از برخی آفات زندگی بشری است. حکایتِ جهل و تعصّب و خودرائیی، حکایتِ نیرنگ و خُدعه و دروغ، حکایت تقلّب و ریا و خُرافه، حکایت برادرانی که دست به خونِ یکدیگر آلوده می‌کنند، حکایت بچه‌هایی که گرسنه هستند، حکایت زنانی که لباس عزا به تن دارند، حکایت دخترهایی که تن‌فروشی می‌کنند، حکایت آبادی‌هایی که در آتش می‌سوزند و حکایت لاشه‌هایی که در کوهستان می‌پوسند!.
داستان سرزمینی که دو پاره شده‌است: سرخ و سیاه.
«سرخ هاً در کوهستان می‌خواهند نان و عدالت و مساوات برای» خلق" به ارمغان بیاورند تا دیگر در جهان نه اثری از گرسنگی باشد و نه اثری از ظلم و فساد و تبعیض!!....
و در جانبِ دیگر، "سیاه هاً هم، دم از وطن و مذهب و عزّت و آبرو می‌زنند و می‌خواهند سعادتِ هر دو دنیا را، بی‌دریغ ارزانیِ مردمان کنند!!!....
مردمانی که شهوتِ ازلیِ آدمیزاد به قتلِ نفس، در درونشان موج می‌زند و آن‌ها را بدل به گرگهایی خونخواره و کفتارهایی بی رحم می‌کند!، و البته این بار، این به ظاهر آدمیزاده ها!، این گرگها و کفتارها، نه خونِ دشمن، که خون برادرانشان را بر زمینِ سردِ درّه و کوهستان می‌ریزند!...
هرکس بدون دلیل یا با دلیلی واهی، بدون آن که خود بداند، نسبت به همسایه و دوست و برادرش نفرت می‌ورزد، و بی‌آنکه خود بخواهد جزو یکی از دو دسته شده است!: یا سرخ یا سیاه…
و به دست هر کدام تفنگی و نارنجکی داده‌اند تا یکدیگر را بکشند!!...
ناگهان بانگِ فریاد و هلهله به آسمان برمی‌خیزد و به دنبالِ آن کلاه سرخ‌ها از کوهستان سرازیر می‌شوند!... و آن گاه سیاه‌سرها از پایین به آنان یورش می‌برند!....
برق آسا بر سر یکدیگر فرو می‌آیند، آهن در برابر آهن و گوشت در برابر گوشت قرار می‌گیرد و «برادر کشی» آغاز می‌گردد…
زنان با موهای ژولیده از درون خانه‌ها دل کنده‌اند و خود را به میانِ حیاط و فرازِ ایوان رسانده و با داد و فریاد به تحریک مردها ایستاده‌اند!...
سگ‌های آبادی زوزه کشان و نفس زنان از پی اربابان خود می‌دوند و با زبان‌های آویخته، در شکار شرکت می‌جویند!...
روز بدین منوال می‌گذرد، تا اینکه شب فرا می‌رسد و مردمان را در خود می‌بلعد!.... و باز فردایِ آن روز و روزِ بعد، همانسان برای این مردمان فرا می‌رسد:
مردمانی که روحانیت، ارتش، پلیس محلّی و مطبوعات آن‌ها را وادار می‌سازند تا دوست، برادر و همسایه خود را بکشند!...
مردمانی که زمامدارانشان بر سرشان داد می‌زنند که تنها از این طریق است که دین و وطن نجات خواهد یافت !!... تنها همین طریق، طریقِ رستگاریست!؟...
آری!!... چنین است!... در «برادرکُشی»، جنایت، این کهن‌ترین نیاز بشر، معنای مرموزی به خود گرفته و برادر به شکار برادر می‌پردازد…
بدین ترتیب «برادر کشی» حکایت مادرانی است که فرزندان آن‌ها به جنگ رفته‌اند و گروهی برای جماعتِ «سیاه» و گروهی دیگر به نفعِ سپاه «سرخ» وارد عمل شده‌اند!.... ، بعضی از آن‌ها در درّه می‌جنگند و بقیه در کوه‌ها…
مادرانی که هر کدام فرزندی را از دست داده‌اند، نعش بعضی از آن‌ها را در پرچم‌های سیاه پیچیده‌اند و نعش بعضی دیگر را در پرچمی به رنگ سرخ!....
در چنین سرزمینی که به جنگ، مصیبت، نفرت، انتقام و برادرکشی گرفتار گردیده‌است، تنها یک مرد است که گرفتار این فریب نشده و با دستانِ خالی و بی سلاح در میانهٔ میدان آغوش گشوده‌است… مردی که شاید بتوان او را تنها مردِ «سبز» ِ میدان تلقّی کرد!....
او پدر «یارانوس» Yaranos کشیش آبادیِ «کاستیلو» است.
امّا آیا او، در میانهٔ این کارزارِ خونین و بی‌امان، جانب کدامیک از آن دو گروه را خواهد گرفت ؟!... جانبِ سرخها؟ !... یا سیاه‌ها؟ !.... یا همچنان سبز باقی خواهد ماند؟ !... و این تراژدی «سرخ و سیاه» و این حکایتِ «برادرکشی» چگونه پایان می‌پذیرد؟.... این سئوالی است که با خواندنِ متن کامل «برادرکشی»، می‌توان به پاسخِ آن رسید.

## دربارهٔ کتاب
گرچه محدوه‌ای که داستان «کازانزاکیس» در آن اتفاق می‌افتد، یک آبادی کوچک به نام «کاستلو» واقع در جزیرهٔ «کرت» ِ یونان است، امّا داستان زبانی کاملاً جهانی دارد.
یعنی غرض و مقصودِ آن، تنها آبادی «کاستلو» در سرزمین یونان نیست و می‌تواند هرجایی را با شرایطِ مشابه در بر بگیرد.
به عبارتِ دیگر، «کاستلو» می‌تواند در هر جای دیگری از این کرهٔ خاکی واقع باشد!... مثلاً جایی در افغانستان، لبنان، سودان، عراق، ترکیه و حتی به خصوص در ایران! بدین ترتیب داستان «برادر کشی»، روایت ماجرایی است که در بسیاری سرزمین‌ها جریان یافته‌است یا هنوز هم در جریان است.
با این اوصاف و با توجه به دیگر آثار کازاتزاکیس، باید تأکید کرد که او، تنها یک داستان‌نویس نیست، بلکه متفکری جهانی است که با وضعِ کنونیِ جهان، بشریّت لااقل به این زودی‌ها از اندیشه‌ها و محصولات فکری او بی‌نیاز نخواهد بود.

## اشتراک مضمون با دیگر آثار نویسنده
اغلب در ایران، «کازانتزاکیس» را با آثارِ شاخصِ وی، که از دههٔ پنجاه به بعد و عمدتاً توسّط مترجمِ بزرگِ ایرانی،  «محمد قاضی» از فرانسوی به فارسی ترجمه و به جامعهٔ فرهنگی کشور معرّفی شده‌اند، می‌شناسند و به خصوص از این میان، علاوه بر «زوربای یونانی»، کتاب‌های «آخرین وسوسهٔ مسیح» و «مسیح بازمصلوب»، دو اثرِ شاخص و بارها موردِ توجّه قرار گرفتهٔ «کازانتزاکیس» در ایران و نزد فارسی زبانان محسوب می‌شوند که هر دو به نوعی با عیسی مسیح در ارتباط می‌باشند.
به همین ترتیب، کتاب «برادر کشی» نیز، نه فقط در مضمون و محتوا، بلکه حتّی در نحوه و طرزِ نگارش، اشتراکاتی خاص ّ و جالب توجّه با این دو کتابِ بیشتر شناخته شدهٔ «کازانتزاکیس» دارد و همهٔ اینها، مانندِ برخی دیگر از آثارِ وی، از دلبستگیهای وی با سرگذشتِ «عیسی مسیح» خبر می‌دهند.
در این مورد، در فراز پایانی از زندگینامهٔ «نیکوس کازانتزاکیس»، به قلم «مریم السادات فاطمی» (با اندکی تغییر و دخل و تصرّف) آمده‌است:
«..... «کازانتزاکیس» در سال ۱۹۴۵ وارد سیاست شد و برای مدت کوتاهی به مقام وزارت فرهنگ یونان رسید لیکن روحیّهٔ حسّاس او، با چنین مقامی سازگار نبود، پس زود استعفا داد تا بار دیگر به دامان کار محبوب خود یعنی نویسندگی بازگردد.
وی در ۱۹۴۷ مشاور ادبی یونسکو شد و در شهر کوچک «آنتیپ» در نزدیکی «نیس» ساحل «کوت دازور» واقع در سرزمین‌های زیبای جنوب فرانسه اقامت گزید و سه کتاب به نامهای «مسیح باز مصلوب»، «آخرین وسوسه مسیح» و «مرد بینوای خدا» را نگاشت که همه به‌طور مستقیم یا غیرمستقیم به افکار و زندگی و تعالیم حضرت مسیح مربوط می‌شوند.
او در ابتدا کتاب «مسیح باز مصلوب» را نوشت، کتابی که داستان آن در یونان جریان می‌یابد. جشنی بر پاست و اهالی روستا در «کرت» خواهان ترتیب دادن نمایشی دربارهٔ مسیح هستند.
«مانیولیوس» ِچوپان، نقش مسیح را بر عهده می‌گیرد اما کم‌کم روحیات مسیح بر وی اثر می‌گذارد. از دنیا رو برمی‌تابد و مصمم می‌شود طبق آیین مسیح زندگی کند و در این راه برای نجات انسانها، دردها و رنجهای بسیاری را به جان می‌خرد و حتی عدّه‌ای هم به عنوان پیرو، گرد او جمع می‌شوند.
[توجه شود که قصّهٔ «مانیولیوس» ِ چوپان، با قصّهٔ معروف و شنیدنی ِ «شیخ ریا»، اثرِ منظوم و ماندگارِ  «علی‌اکبر سعیدی سیرجانی»، مندرج در کتاب "افسانه هاًی وی، بی شباهت نیست!...]
امّا دیری نمی‌پاید که «مانیولیوس» با مخالفتهای تُجّار و کشیشان مواجه می‌گردد و عاقبت مسیحوار به دست مردمی که تحریک شده‌اند، کشته می‌شود!...
این کتاب در یونان و حتی کشورهای دیگر سر و صداهای زیادی ایجاد کرد به‌طوری‌که روحانیان مسیحیِ «کرت» (زادگاهِ «کازانتزاکیس») وی را مُرتد شمردند و دیری نپائید که دامنهٔ این وضعیت به نقاطِ دیگر نیز کشید.
امّا در عوض، این کتاب چنان تأثیری بر نخبگان داشت که مثلاً «آلبرت شوایتزر» [دانشمند و پزشک معروف و برندهٔ جایزه صلح نوبل که به او «بزرگترین پزشک صلح» می‌گویند]، تصریح کرد: «در همه عمرم کتابی چنین تکاندهنده مطالعه نکرده بودم!...»
در این سال‌ها «نیکوس»، کتابی دیگر به نام «آخرین وسوسه مسیح» نیز نوشت.
این اثر، البته ملغمه‌ای از عنصرِ خیال و وقایع تاریخی زندگی حضرت مسیح است. او در این اثر به زندگی خاص حضرت مسیح توجه ندارد و بیشتر خواهانِ نشان دادنِ رنجها و اندوه‌ها و دردهای کسانی است که خواهان تعالی روح هستند.
«نیکوس کازانتزاکیس» در اواخر عمر اثری دیگر به نام «برادرکشی» را با مضمونی کم و بیش نزدیک به دو اثرِ یادشده منتشر کرد:
قهرمانِ این کتاب چنان‌که در فوق هم اشاره شد، کشیشی به نامِ «پدر یاناروس» است. کشیشی که قربانیِ دو دشمنِ سرسخت (سلطنت طلبان و کمونیستها) می‌شود.
در این کتاب نیز عشق و علاقهٔ وافرِ «نیکوس»، به شخصیتِ حضرت مسیح و تعالیم اخلاقی او، به وضوح آشکار است هر چند که او، همچون قهرمانهای مثبتِ اغلبِ کتابهایش (نظیر همان «پدر یارانوس» در «برادرکُشی»)، هیچ وقت دید و نظر مثبتی نسبت به روحانیان مسیحی و کلیسا نداشت و آنان را دروغگو و فریبکار و دینفروش تلقّی می‌نمود.
در واقع «نیکوس کازانتزاکیس»، عناصری ضدّ و نقیض از شخصیت و افکارِ خویش را به آثار و نوشته‌های خویش وارد ساخته‌است، طوری‌که گاه در آئینهٔ آثارش اندیشمندی لائیک و از دین برگشته به نظر می‌آید و گاه برعکس، نوعی شیفتگی و سمپاتی نسبت به آئینِ مسیح، در نوشته‌هایش (به ویژه در همین سه کتاب) به چشم می‌خورد.

## بریده‌هایی از کتاب
«نیکوس کازانتزاکیس» در فرازهایی از «برادرکشی»، از زبان کشیش «یارانوس» (که انگار نمایندهٔ شخصیت و افکارِ خودِ «کازانتزاکیس» به‌شمار می‌آید)، حرفهای شنیدنی و به یاد ماندنی می‌زند که مرور بر برخی از آن‌ها خالی از لطف نیست.
از جمله در جایی «پدر یارانوس»، همو که در عینِ دلبستگی به «عیسی مسیح» و تعالیمِ اخلاقی او، نسبت به عقاید و آراءِ کلیسای ارتودکس و روحانیونِ مسیحی، وازده است، می‌گوید:
«ما بزرگترین چشمه قدرت را دیدیم و او را "خداً خواندیم.
ما می‌توانستیم هر لقب دیگری که مایل بودیم به او بدهیم، مانند: ژرفنا، تاریکی مطلق، روشنایی مطلق، مادّه، روح، امیدِ نهایی یا حتّی سکوت!...
امّا هرگز فراموش مکن که این خودِ ما بودیم که اسمش را تعیین کردیم…»
این کشیشِ آزادیخواه که همچون خودِ «کازانتزاکیس»، آزادی را، حتّی از خودِ زندگی هم با اهمیّت تر می‌داند، در فرازی از «برادرکشی» جمله‌ای عجیب می‌گوید:
«انسان به مقداری جنون هم نیاز دارد، وگرنه هرگز به پاره‌کردن بندهایش برای کسب آزادی خطر نمی‌کند.»
و همچنین درجایی دیگر، که حکیمانه گفته‌است:
«هیچ کجا از آسمان به ما نزدیک تر نیست!... ، زمین زیر پای ماست و ما روی آن راه می‌رویم، اما آسمان!... آسمان در درونِ خود ماست!!....»
«کازانتزاکیس» همچنین در «برادر کشی» از خدایی نیز سخن می‌گوید که صامت نیست !، بلکه گاه، مثلاً خطاب به «پدر یارانوس» ندا سر می‌دهد که:
«ای کشیشِ پیر! شرم نمی‌کنی که از من یاری می‌جوئی؟!... چرا و چگونه از من راهنمایی می‌خواهی؟ !!... در حالیکه تو آزادی!...
من تو را آزاد آفریده‌ام و گنجی از خِرَد ارزانیت کرده‌ام!... پس چرا باز هم به من می‌چسبی و در برابر من کُرنش و عجز و لابه می‌کنی؟ !...
دست از این عجز و لابه ات بردار.
برخیز یاردانوس !... بلند شو پدر روحانی!.... ، برخیز و خودت مسئولیت زندگی خویش را بپذیر!... بلند شو و خودت آنچه از من می‌طلبی را به انجام برسان!!....
خودت همه چیز را قبول کن و از هیچ‌کس هم نصیحت مخواه.
مگر تو آزاد نیستی؟ !... پس خودت تصمیم بگیر !... و خودت حرکت کن!....»
فرازهایی دیگر از این رمان:
«در هنگامهٔ برادرکُشی میانِ سُرخها و سیاه‌ها، «پدر یارانوس» تنها می‌ایستاد، چپ و راست را نگاه می‌کرد…، بی آن که بداند به کدام سمت باید رو کند.
او دائماً سئوال عذاب دهنده‌ای را تکرار می‌کرد:
اگر «مسیح» امروز به زمین می‌آمد، براستی جانبِ کدام گروه را می‌گرفت؟ !... آیا به سوی سیاه‌ها می‌رفت یا سرخ ها؟ !...
و یا اینکه او هم، چون من، در میانه می‌ایستاد، آغوش می‌گشود و بانگ می‌زد: برادران متحد شوید! برادران متحد شوید!...»
«پدر یارانوس»، نمایندهٔ خدا در «کاستلو»، درست به همین گونه و عیسی وار می‌ایستاد و مردم را فرا می‌خواند. او فریاد می‌زد و مردمان از سرخ و سیاه بر او می‌گذشتند و با طعنه و ریشخند خطاب به او نهیب می‌زدند: «بلغاری!... خائن!... بلشویک!... ، ولگرد!... فاشیست!... بی همه چیز!...»
و «پدر یارانوس»، تنها سر تکان می‌داد و گیج و مبهوت به راه می‌افتاد و زیر لب می‌گفت:
«شُکر، خدای من!... ، شُکر، خدایِ من!.... تو را شکر می‌گویم که برای چنین مأموریت خطیری، مرا انتخاب کرده‌ای.
من، به شوقِ انجامِ وظیفه‌ام، آن را تحمل می‌کنم، گو اینکه در دلِ این مردم، مهری نسبت به من وجود ندارد.
خداوندا !... ، فقط از تو یک چیز می‌خواهم!... این که ریسمان را زیاد محکم نکشی!!.... من بشرم، نه فرشته و نه قدّیس!...
من فقط یک انسانم،... مگر تا کی می‌توانم دوام بیاورم؟!... همین روزها است که از پای بیفتم و خُرد و خمیر بشوم…
خدای من!... ، ضمناً مرا ببخش که این حرف را می‌زنم!!... ، ولی گویا بعضی وقت‌ها به فراموشی می‌افتی و از بندگانت بیش از ملائکت متوقع می‌شوی!؟....»